# Olympische Sommerspiele 1960/Teilnehmer (Liberia)
| Gelbes Symbol für Goldmedaillen mit stilisierten Olympischen Ringen | Graues Symbol für Silbermedaillen mit stilisierten Olympischen Ringen | Braundes Symbol für Bronzemedaillen mit stilisierten Olympischen Ringen |
| ------------------------------------------------------------------- | --------------------------------------------------------------------- | ----------------------------------------------------------------------- |
| —                                                                   | —                                                                     | —                                                                       |

Liberia nahm an den Olympischen Sommerspielen 1960 in der italienischen Hauptstadt Rom mit einer Delegation von vier männlichen Sportlern an fünf Wettbewerben in einer Sportart teil.
Nach 1956 war es die zweite Teilnahme Liberias an Olympischen Sommerspielen.
Jüngster Athlet war mit 21 Jahren und 270 Tagen der Sprinter Emmanuel Putu, ältester Athlet der Sprinter James Roberts (23 Jahre und 339 Tage).

## Teilnehmer nach Sportarten

### Leichtathletik
- George Johnson
  - 400 Meter Lauf

Runde eins: ausgeschieden in Lauf fünf (Rang sechs), 51,4 Sekunden (handgestoppt), 51,54 Sekunden (automatisch gestoppt)
  - 800 Meter Lauf

Runde eins: ausgeschieden in Lauf eins (Rang sechs), 1:55,9 Minuten (handgestoppt), 1:56,04 Minuten (automatisch gestoppt)

- Alifu Massaquoi
  - Marathon

Finale: 3:43:18,0 Stunden, Rang 62

- Emmanuel Putu
  - 100 Meter Lauf

Runde eins: ausgeschieden in Lauf fünf (Rang fünf), 11,2 Sekunden (handgestoppt), 11,34 Sekunden (automatisch gestoppt)

- James Roberts
  - 100 Meter Lauf

Runde eins: ausgeschieden in Lauf neun (Rang sieben), 11,2 Sekunden (handgestoppt), 11,37 Sekunden (automatisch gestoppt)
  - 200 Meter Lauf

Runde eins: ausgeschieden in Lauf drei (Rang vier), 23,1 Sekunden (handgestoppt), 23,22 Sekunden (automatisch gestoppt)